# 安全ピン

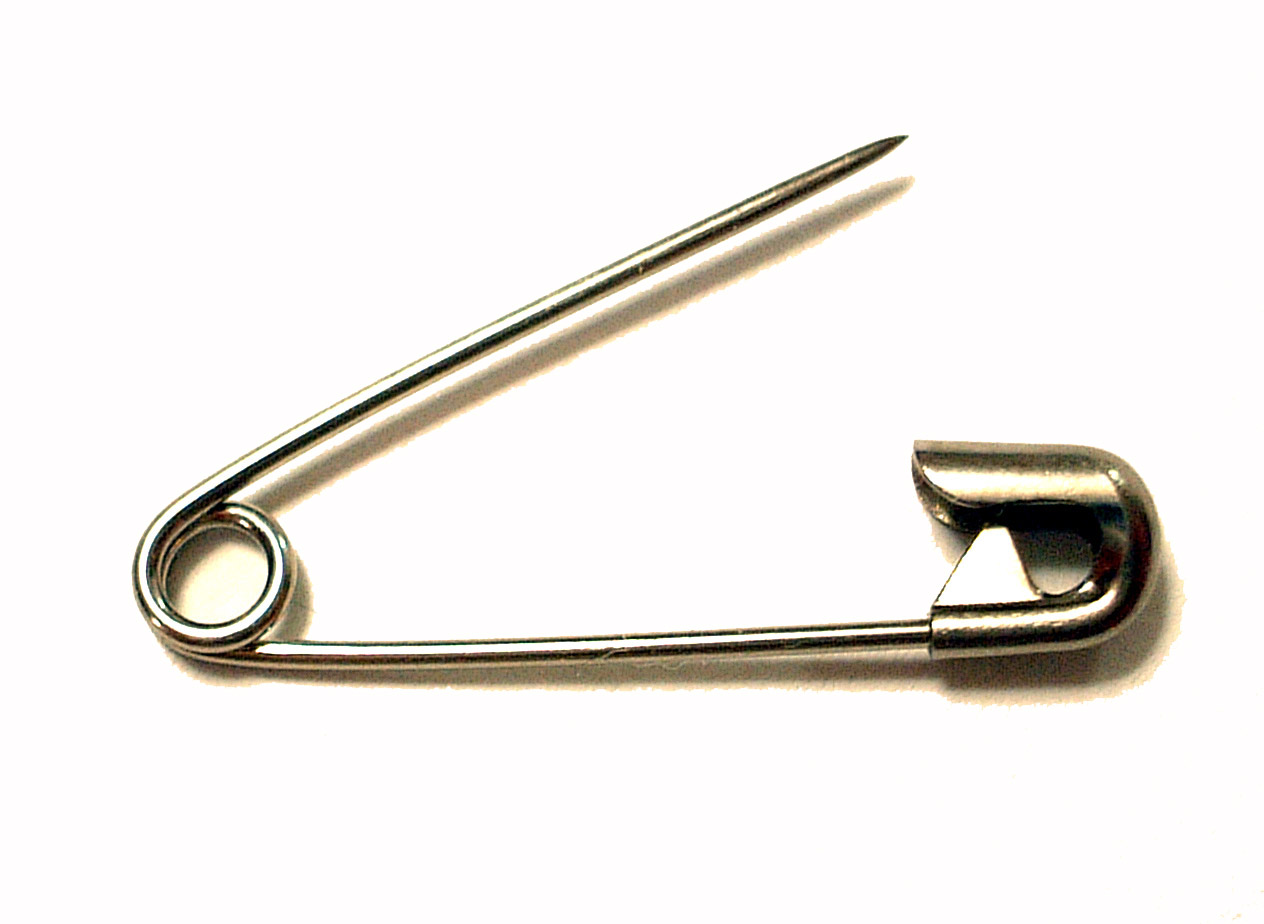
安全ピン

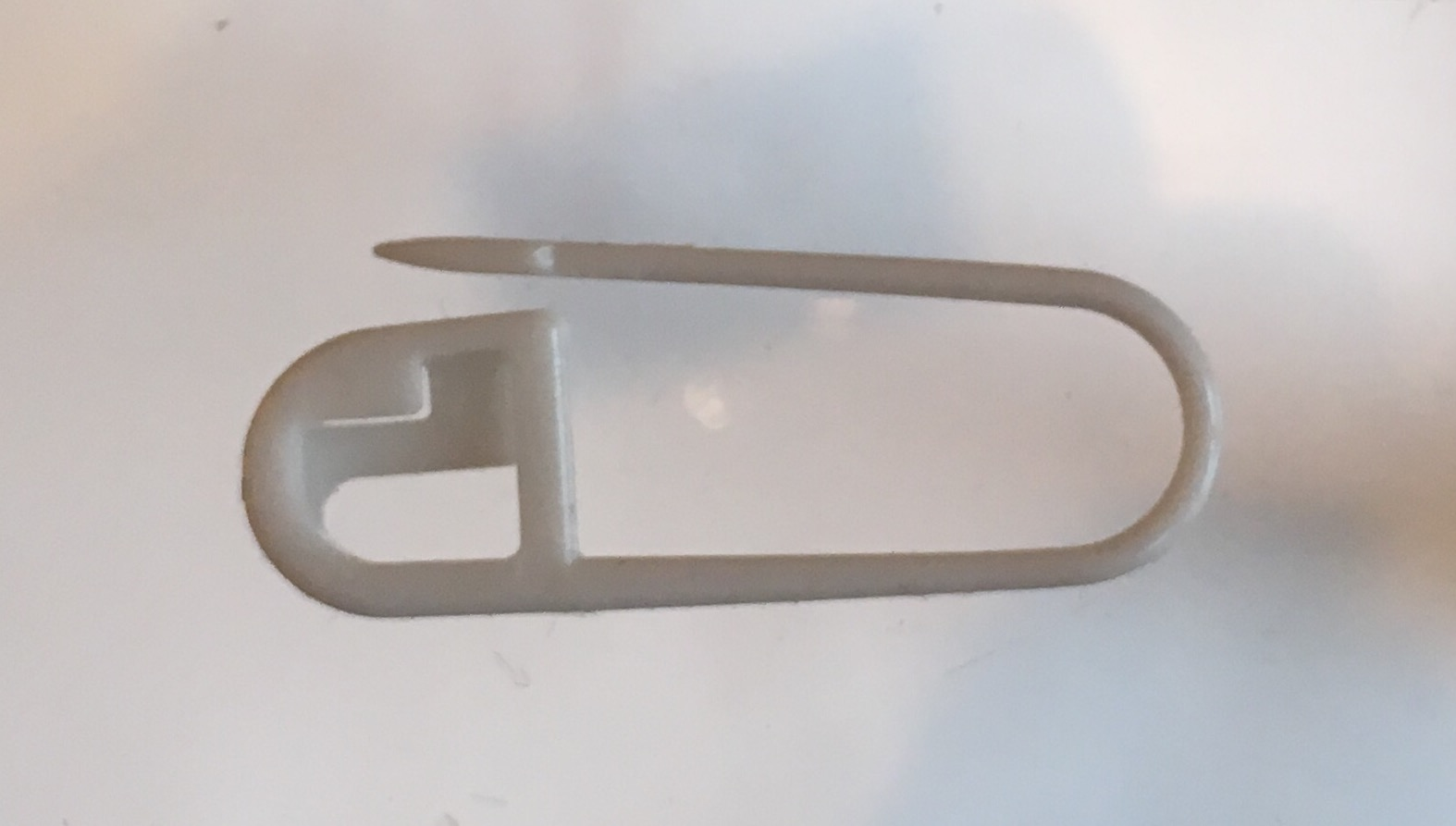
プラスチック製の安全ピン

安全ピン（あんぜんピン、英: safety pin）は、複数枚の布をとめるために使われる金属製器具。布同士を留めたり、服にバッジを留めたりする際に用いられる。
まっすぐな形をした留め針とは異なり、安全ピンは鋭い針の先を金具の中に引っ掛けておくことで、体や指に不用意に刺さらないようにできている。安全ピンは鋭いピンのある部分と、ピンの先を収納する留め金の付いた部分からなっており、根本にあるばねによって、留め金にかかっていないピンは開いた状態に戻るようになっている。

## 起源

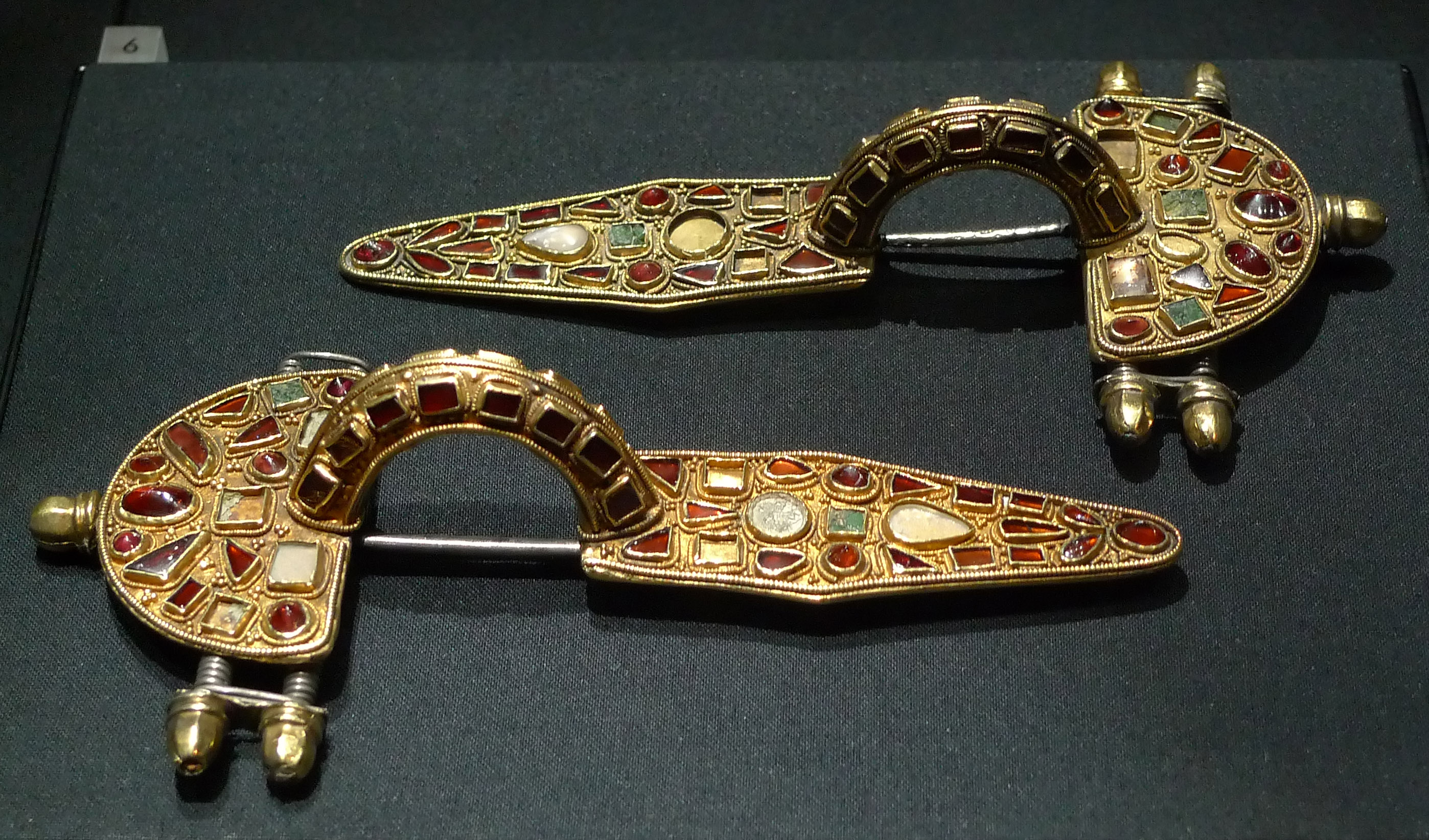
5世紀のゲルマン人のフィブラ

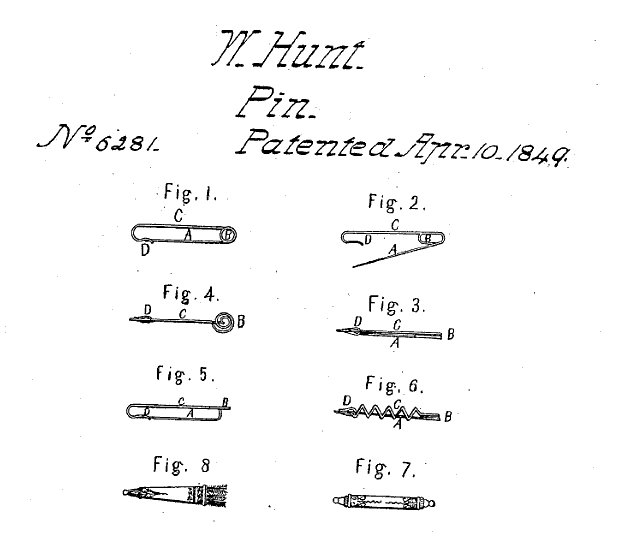
ウォルター・ハントが1849年に取得した安全ピンの特許（U.S. patent #6,281）

安全ピンの原型は紀元前14世紀のミケーネ文明にまで遡る。当時、「フィブラ」（fibulae、単数形は fibula）という名で呼ばれるブロンズなどの金属製の留め金があり、現在のピンと同様の目的で使用されていた。紀元前14世紀および紀元前13世紀のものと見られる初期のフィブラは現在の安全ピンとほとんど同様の外観である。これは古代ローマ時代まで使用され、衣服を留めるだけでなくエナメル、珊瑚、宝石などをあしらい装身具・ブローチとして使われるものもあらわれた。
安全ピンはその後忘却されたが、1849年7月にアメリカ合衆国の発明家ウォルター・ハントにより再発明された。これはハントが借金を抱えていた頃に、金具をもてあそんで何かを発明しようとしている際に発見されたもので、特許は借金の返済のため400ドルで売却された。この安全ピンは、針を開いた状態に戻すためのばねの存在などが古代の安全ピン（フィブラ）と異なっている。

## パンク・ファッション

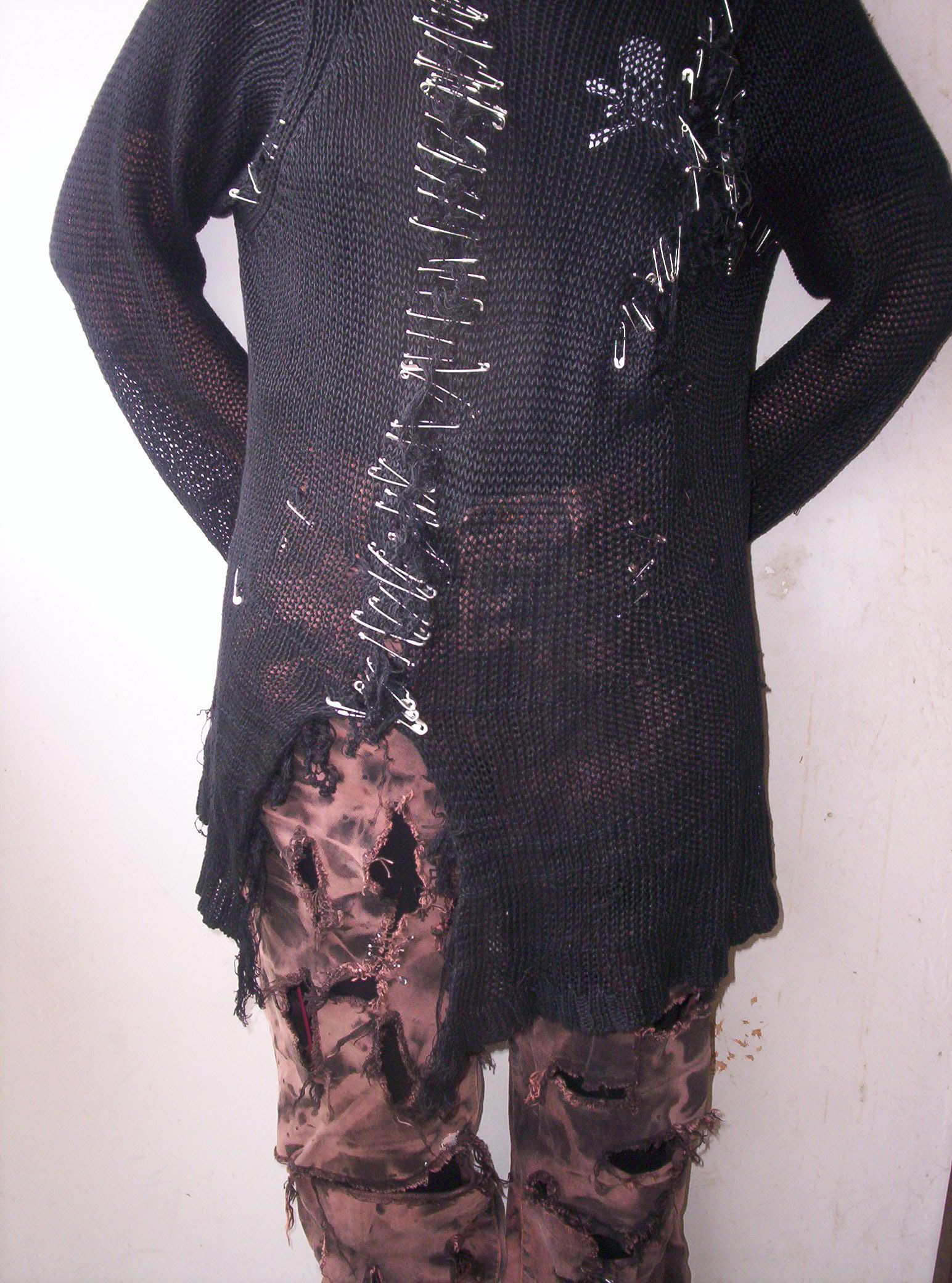
安全ピンを取り入れたファッション

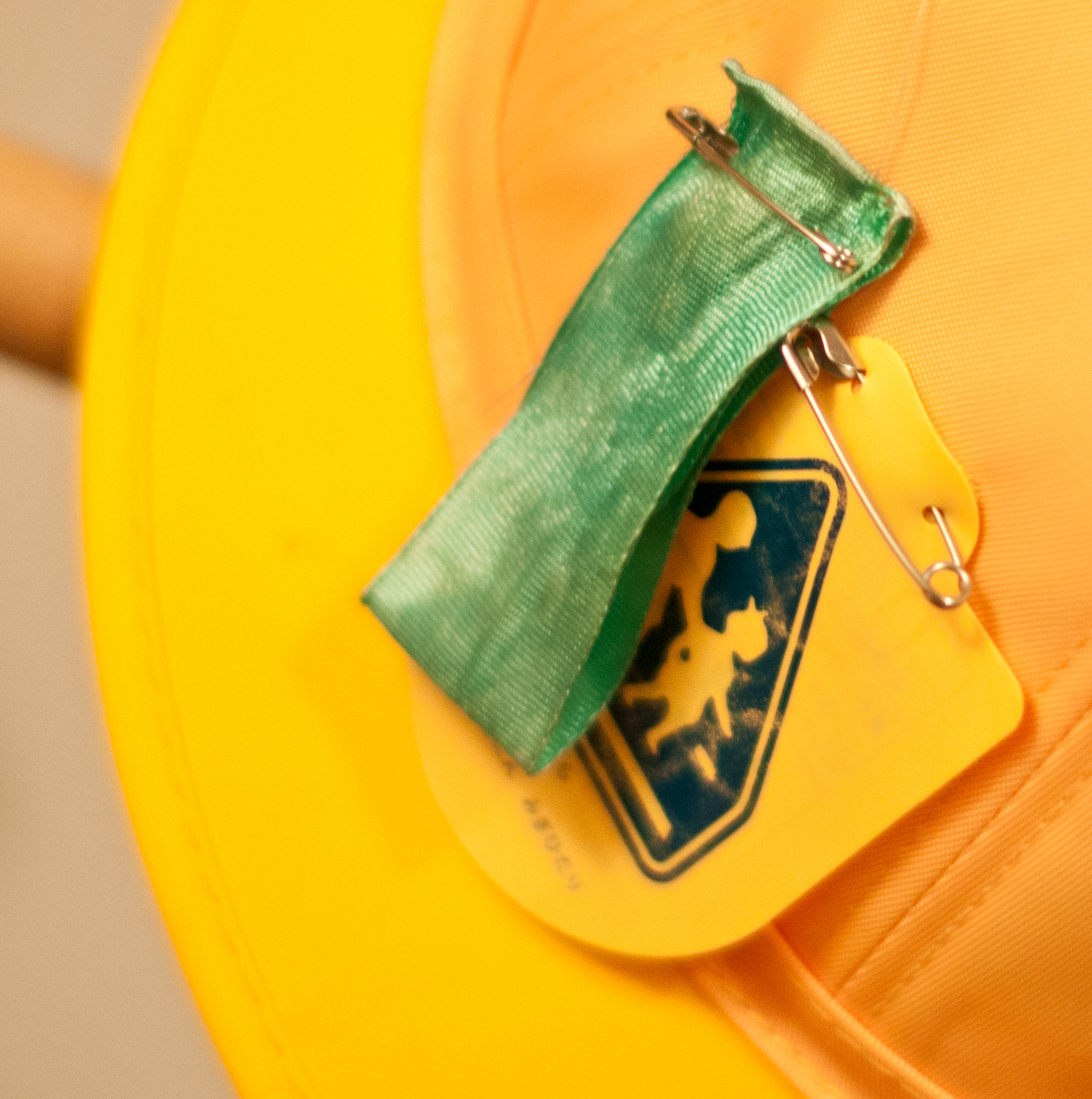
通学帽に安全ピンで留められたリボンとバッジ

安全ピンは布や服を留めるためのありふれた日用品としての用途のほか、パンク・ファッションでは装飾品に使われることもある。1970年代半ば以降のイギリスでは、安全ピンは労働者階級の若者の反逆の意思を示すものとして使われた。もとはアメリカのシンガーソングライター・作家のリチャード・ヘルが、髪の毛を尖らせ、引き裂いた裂け目を安全ピンで留めた服を着ていたが、マルコム・マクラーレンがイギリスでセックス・ピストルズを売り出す際にリチャード・ヘルのファッションや態度を元にしたため安全ピンはパンク・ファッションに取り入れられた。

## 連帯の意思表示
2016年、イギリスでは、国民投票でEU離脱が決まった後、移民に対するヘイトクライムが増加したとされる。この攻撃に晒される移民に対して、連帯していく姿勢の表明を示すために衣服に安全ピンを取り付ける運動が始まった。イギリスで始まったこの運動は、アメリカ合衆国のドナルド・トランプの大統領選挙勝利が伝えられた後、アメリカでも広がりだしている。